# Jusqu'au bout du monde (film, 1991)
Pour les articles homonymes, voir Jusqu'au bout du monde.
Pour plus de détails, voir Fiche technique et Distribution.
Jusqu'au bout du monde (Bis ans Ende der Welt) est un film franco-australo-allemand-américain réalisé par Wim Wenders, sorti en 1991.

## Synopsis
À l'aube du XXIe siècle, alors que la Terre est menacée par un satellite atomique dont on a perdu le contrôle, Claire Tourneur va parcourir le monde à la poursuite de Trevor McPhee dont elle est amoureuse.
Pour Wim Wenders, « Jusqu'au bout du monde est un film d'amour aventureux futuriste sous forme d'enquête sur les routes du monde, ou inversement ».

## Fiche technique
- Réalisateur : Wim Wenders
- Scénario : Michael Almereyda, Peter Carey, Solveig Dommartin, Wim Wenders
- Directeur de la photographie : Robby Müller
- Musique : Graeme Revell, Depeche Mode (Death's doors).
- Chansons : Bono, Neneh Cherry, Elvis Costello, Depeche Mode
- Montage : Peter Przygodda
- Décors : Sally Campbell, Thierry Flamand
- Direction artistique : Steve Burns, Claudio Carrer, Ian Gracie, Jan Schluback
- Costumes : Montserrat Casanova
- Producteurs : Ulrich Felsberg, Jonathan T. Taplin
- Producteur exécutif : Paulo Branco
- Productrice associée : Julia Overton

## Distribution
- William Hurt (VF : Georges Corraface) : Sam Farber, alias Trevor McPhee
- Solveig Dommartin : Claire Tourneur
- Sam Neill (VF : Peter Hudson) : Eugene Fitzpatrick
- Max von Sydow (VF : John Berry) : Henry Farber
- Rüdiger Vogler (VF : Bernard Freyd) : Philip Winter
- Ernie Dingo (VF : Arthur Wilkins) : Burt
- Adelle Lutz (VF : Yumi Fujimori) : Makiko
- Jeanne Moreau : Edith Farber
- Chick Ortega : Chico Remy
- Yelena Smirnova (VF : Katia Tchenko) : Krasikova
- Eddy Mitchell : Raymond Monnet
- Chishū Ryū : M. Mori
- Kuniko Miyake (VF : Gisèle Préville) : Mme Mori
- Allen Garfield : Bernie, le vendeur de voitures d'occasion
- Lois Chiles (VF : Rebecca Pauly) :  Elsa Farber
- Pietro Falcone : Mario
- Charlie McMahon (VF : Paul Bandey) : Buzzer
- Ernest Berk (VF : Howard Vernon)  : Anton Farber
- Justine Saunders (VF : Deya Kent)  : Maisie
- Rhoda Roberts (VF : Véronique Mucret)  : Ronda
- Kylie Belling (VF : Maïk Darah) : Lydia
- Christine Oesterlein (VF : Paulette Frantz) : Irina
- Amália Rodrigues : la femme dans la voiture

## Bande originale

### Liste des pistes
1. Opening Titles de Graeme Revell
2. Sax and Violins de Talking Heads
3. Summer Kisses, Winter Tears de Julee Cruise
4. Move With Me (Dub) de Neneh Cherry
5. The Adversary de Crime and the City Solution
6. What's Good de Lou Reed
7. Last Night Sleep de Can
8. Fretless de R.E.M.
9. Days d'Elvis Costello
10. Claire's Theme de Graeme Revell
11. (I'll Love You) Till the End of the World de Nick Cave and the Bad Seeds
12. It takes time de Patti Smith et Fred "Sonic" Smith
13. Death's Door de Depeche Mode
14. Love Theme de Graeme Revell
15. Calling All Angels de Jane Siberry et k.d. lang
16. Humans from Earth de T-Bone Burnett
17. Sleeping in the Devil's Bed de Daniel Lanois
18. Until the End of the World de U2
19. Finale de Graeme Revell

### Autres chansons présentes dans le film
Certaines chansons utilisées dans le film n'ont pas été incluses sur la bande son du film, listées dans le générique de fin du film.
- Blood of Eden de Peter Gabriel
- Breakin the Rules de Robbie Robertson
- Lagoons de Gondwanaland
- Travelin' Light de Boulevard of Broken Dreams
- The Twist de Chubby Checker
- Summer Kisses, Winter Tears d'Elvis Presley
- Le Vieil homme de la mer de Laurent Petitgand

## Version longue (2015)
La durée initiale du film était de 4 h 50, jugée trop longue par les producteurs. Wenders a dû le réduire à 3 h.
En 2015, le film sort en DVD dans sa version originelle.